# Encolpotis heliopepta
Encolpotis heliopepta är en fjärilsart som beskrevs av Edward Meyrick 1918. Encolpotis heliopepta ingår i släktet Encolpotis och familjen stävmalar. Inga underarter finns listade i Catalogue of Life.